# Loxosceles immodesta
Espèce
Synonymes
- Calheirosia immodesta Mello-Leitão, 1917

Loxosceles immodesta est une espèce d'araignées aranéomorphes de la famille des Sicariidae.

## Distribution
Cette espèce est endémique de l'État de São Paulo au Brésil.

## Publication originale
- Mello-Leitão, 1917 : Notas arachnologicas. 5, Especies novas ou pouco conhecidas do Brasil. Broteria, vol. 15, p. 74-102.